# Sadhana
Sadhana (Sanskrit, साधन, sādhana, von der Wurzel 'sādh', 'geradewegs auf ein Ziel zugehen, erfolgreich sein') bezeichnet eine spirituelle Disziplin, die unternommen wird, um ein bestimmtes geistiges Ziel zu erreichen. Diese Ziele können sein, Erleuchtung zu erlangen, Befreiung (Moksha) aus dem Kreislauf des Samsara zu erlangen, Nirwana zu erreichen oder die Segnungen und Liebe einer Gottheit zu erlangen, wie dies in der Bhakti-Tradition der Fall ist. Wer Sadhana übt, wird sadhak oder sadhaka genannt. Die selten genutzte weibliche Form davon lautet Sadhika. Auch ein Sadhu, welcher der Welt entsagt, unterwirft sich einem Sadhana. Der Begriff wird im Buddhismus und im Hinduismus in unterschiedlicher Bedeutung gebraucht.

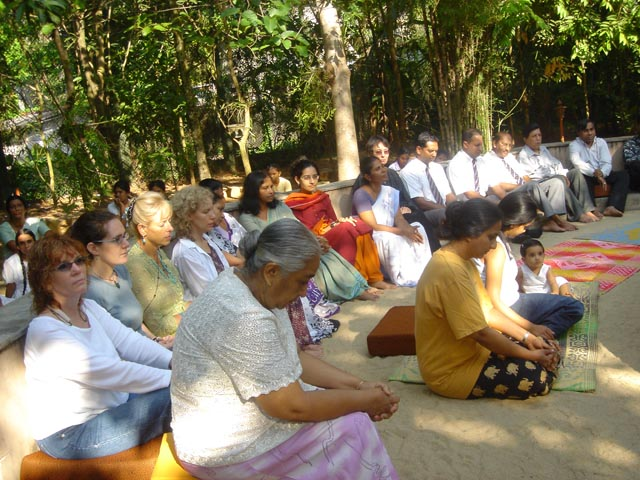
Meditation in der Gruppe am frühen Morgen

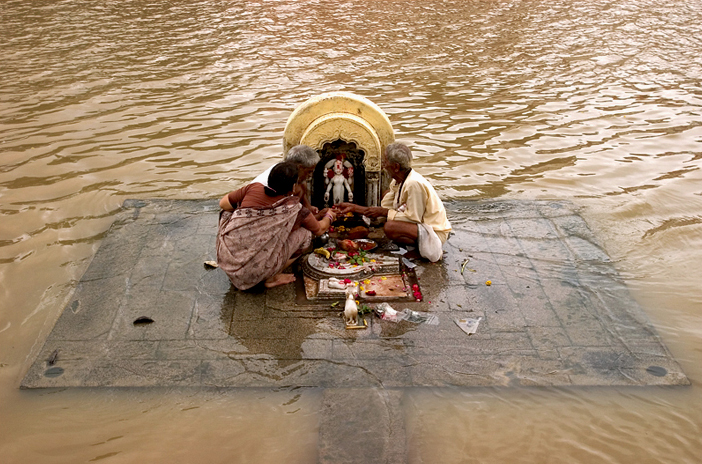
Drei Gläubige beim Opferritual (Puja) am Ufer des Shipra während des Monsuns

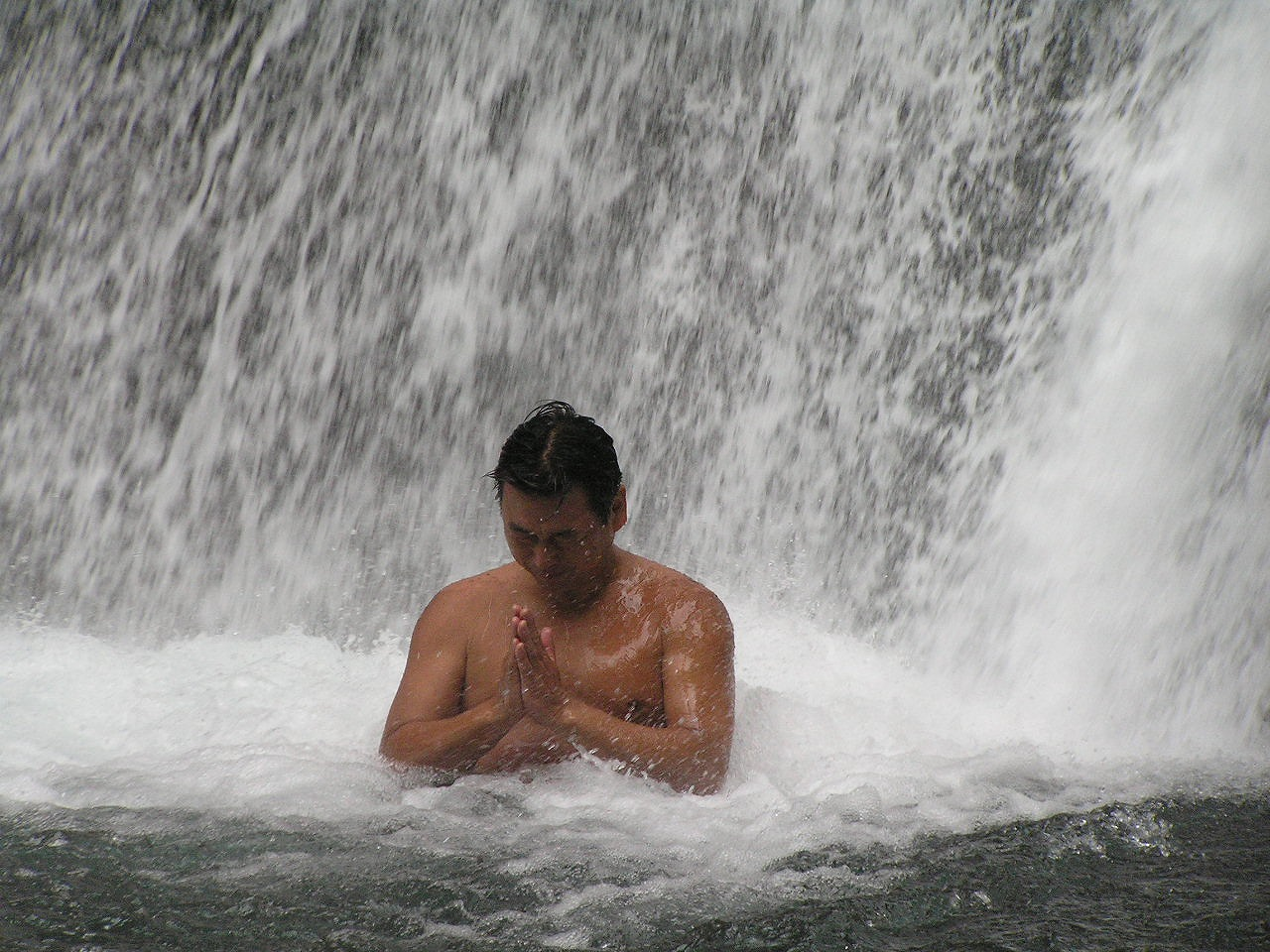
Japanische Sadhana (Buddhismus)

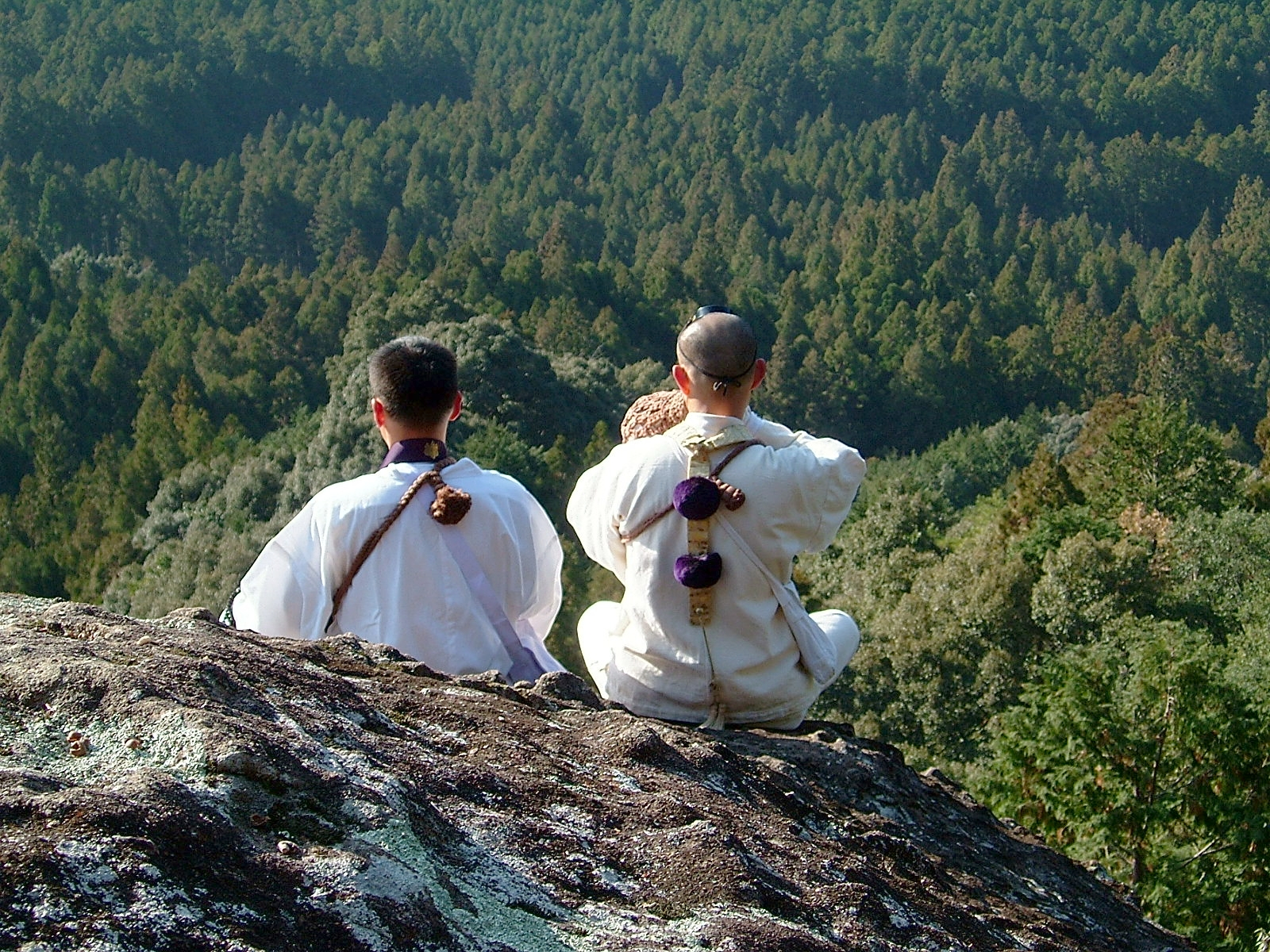
Japanische Sadhana (Buddhismus)

## Sadhana im Hinduismus
Sadhana kann sowohl von einem Individuum als auch von einer Gruppe praktiziert werden. Der Sadhana beinhaltet regelmäßige Übungen wie Meditationen, das Singen von Bhajans, das Rezitieren von Mantras, die Verehrung von Gottheiten durch Puja und verlangt insgesamt das Einnehmen einer besonderen Geisteshaltung, um zu seinem Ziel zu gelangen. Im Hinduismus ist es traditionell ein Guru, der den Schüler auf dem Pfad des Sadhana führt. Regelmäßige Übungen wie Asana, Pranayama, Dhyana, Japa, Karma-Yoga und regelmäßige Lektüre inspirierender Schriften sind nach der Lehre der meisten Yoga-Meister notwendig um das Ziel der Gottverwirklichung zu erreichen.

## Sadhana im buddhistischen Vajrayana
Sadhana ist im tibetischen Buddhismus eine rituelle Meditationspraxis.
Sadhana-Texte geben eine genaue Anleitung zur bildhaften Meditation auf eine oder mehrere Gottheiten: im Sadhana vereint sich der Meditierende mit dem Objekt seiner Meditation, der Gottheit. Es ist gleichwertig, ob dies auf komplexem, vorgegebenem oder spontanem Wege geschieht. Einerseits mag ein Mantra oder ein Gedanke genügen, die Vereinigung herbeizuführen, andererseits kann es sich um ein längeres Ritual handeln, das Reinigungen, Rezitationen, Imagination, Opferungen, Mantras und Mudras umschließt.
Beispiele für überlieferte Werke sind Sadhanamala oder Guhyasamayasadhanamala. Die darin enthaltenen Beschreibungen von Gottheiten sind auch für die ikonographische Bestimmung wichtig.
Alle Tantras enthalten Sadhanas, so zum Beispiel das dritte Kapitel des ersten Buches des Hevajratantras.

### Struktur der Sadhanas
Ein Sadhana beginnt mit einer begrüßenden Verehrung (Mangala) der Gottheit und vorbereitenden Übungen.
Vorbereitende Übungen sind unter anderem die Wahl des Ortes, das Hinsetzen in geeigneter Sitzhaltung (Asana), Rituale zum Reinigen und Schützen des Ortes und des Meditierenden und das Erzeugen des Bodhisattva-Geistes.
Der Hauptteil gliedert sich in die bildhafte Erschaffung der Gottheit und in die Schau der Höchsten Wirklichkeit, der Leere.
Den Schlussteil bilden Wunschgebete, Glücks- und Segenssprüche.